# مدرسة ناخيموف ريغا البحرية (لاتفيا)
مدرسة ريغا ناخيموف البحرية ((باللاتفية: Rigas Nachimova Skola)‏ ؛ (بالروسية: Рижское Нахимовское военно-морское училище)‏) هي إحدى مدارس ناخيموف البحرية السابقة في الاتحاد السوفيتي. كانت موجودة من عام 1945 إلى عام 1953 في ريجا، عاصمة لاتفيا الاشتراكية السوفياتية، حيث كانت موجودة. طوال ثماني سنوات من وجودها،  كانت تشغل المبنى الذي يُعرف الآن بمتحف لاتفيا الحربي.

## تاريخها
تم إنشاؤها في 21 يوليو 1945 ، وأصبحت ثالث مدرسة ناخيموف في الاتحاد السوفياتي (بعد تبليسي ولينينغراد). تم افتتاحه رسميًا في 30 أغسطس 1945. رن الجرس الأول هناك في 3 ديسمبر / كانون الأول. كانت مدرسة ناخيموف مؤسسة تدريب بحرية ثانوية، حيث يتم قبول الأولاد من سن 10 إلى 14 عامًا، معظمهم من الأيتام والأطفال العسكريين الذين ماتوا في الحرب الوطنية العظمى. بعد التخرج، تم تسجيل الخريجين في المؤسسات البحرية العليا. في عام 1953 تم حلها والتحق تلاميذها بقوات لينينغراد البحرية. تخرجت المدرسة فقط من 398 شخصًا. واصل العديد من خريجيها دراستهم في المدرسة العليا للغوص البحري، والتي سرعان ما تأسست في ريغا.

## إدارة المدرسة
- الكابتنKonstantin Bezpalchev (1945–1952)
- الكابتن أناتولي تيفيتكوف (1952–1953)